# Beverstedt
Beverstedt è un comune mercato di 13 694 abitanti della Bassa Sassonia, in Germania.
Appartiene al circondario (Landkreis) di Cuxhaven (targa CUX). Il 1º marzo 1974 ha assorbito i precedenti comuni di Wellen e Wollingst. Il 1º novembre 2011 ha assorbito i precedenti comuni di Appeln, Bokel, Frelsdorf, Heerstedt, Hollen, Kirchwistedt, Lunestedt e Stubben, che formavano la Samtgemeinde Beverstedt.